# شرق غارو هيلز
شرق غارو هيلز رمزها «EG» (بالإنجليزية: East  Garo  Hills) ، هو تقسيم إداري لدولة الهند تتبع ولاية ميغالايا (بالإنجليزية: Meghalaya) ، مركزها هو مدينة ويليامنجار (بالإنجليزية: Williamnagar) عدد سكانها حسب تعداد سنة 2001 هو 247,555 ، مساحتها 2,603 كم² وكثافة السكان 95 لكل كم² .